# Atlético Acreano
L'Atlético Acreano è una società calcistica brasiliana con sede nella città di Rio Branco, capitale dello stato dell'Acre.

## Storia
L'Atlético Acreano fu fondato il 27 aprile 1952 con il nome di Beiruth da commercianti siro-libanesi. Tra loro ci sono Augusto Hidalgo de Lima, Foch Jardim, Roberto Sanches Mubárac, Lourival Pinho, Pereira de Lima, Goldwasser Pereira Santos, Sílvio Ferrante, Mário D'Avila Maciel, Rufino Farias Vieira, Fernando Andrade Pessoa, tra gli altri.
Il club ha partecipato al Campeonato Brasileiro Série C nel 1992 e nel 1995. In entrambe le edizioni il club venne eliminato alla prima fase. Il club ha anche partecipato al Campeonato Brasileiro Série D nel 2012, nel 2014 e nel 2016, in quest'ultima edizione, il club realizza la miglior campagna di sempre, viene eliminato ai quarti di finale dal Moto Club.

## Palmarès

### Competizioni statali
- Campionato Acriano: 9

1952, 1953, 1962, 1968, 1987, 1991, 2016, 2017, 2019

### Altri piazzamenti
- Campeonato Brasileiro Série D:

Terzo posto: 2017